# Bacteroidaceae
Famille
Bacteroidaceae est une famille de bactéries de l'ordre des Bacteroidales.

## Liste des genres
Selon LPSN (13 juin 2025), cette famille comprend les quatre genres suivants :
- Acetofilamentum Dietrich et al. 1989
- Acetothermus Dietrich et al. 1988
- Bacteroides Castellani & Chalmers 1919
- Phocaeicola Al Masalma et al. 2009

Le genre Capsularis est devenu un synonyme des Bacteroides.
Le genre Acetomicrobium a été déplacé dans la famille Synergistaceae en 2016. Le genre Anaerorhabdus a été transféré dans la famille Erysipelotrichaceae en 2014.

## Taxonomie
Le nom correct complet (avec auteur) de ce taxon est Bacteroidaceae Pribram 1933.
Le genre type est Bacteroides Castellani & Chalmers 1919.

### Synonymie
Bacteroidaceae a pour synonyme :
- Ristellaceae Prevot 1938